# Tsukasa Shiotani
Tsukasa Shiotani (jap. 塩谷司 Shiotani Tsukasa; ur. 5 grudnia 1988 w prefekturze Tokushima) – japoński piłkarz, reprezentant kraju. Obecnie występuje w zespole Al-Ain FC.

## Statystyki
| Reprezentacja Japonii | Reprezentacja Japonii | Reprezentacja Japonii |
| Rok                   | Mecze                 | Gole                  |
| --------------------- | --------------------- | --------------------- |
| 2014                  | 2                     | 0                     |
| Razem                 | 2                     | 0                     |

## Osiągnięcia
- J-League: 2012, 2013